# Bultaco Matador
La Bultaco Matador fou un model de motocicleta fabricat per Bultaco entre 1963 i 1979, dissenyat específicament per a la pràctica de l'enduro (modalitat anomenada a l'època "Tot Terreny"). Al llarg de la seva vida comercial se'n produïren diverses versions, totes elles amb les següents característiques generals: motor de dos temps monocilíndric refrigerat per aire, bastidor de simple bressol, frens de tambor i amortidors de forquilla convencional davant i telescòpics darrere. Pel que fa a la cilindrada del motor, tret de la versió inicial de 200 cc totes en duien un de 250 cc, fins que el 1975 -amb el llançament de la Mk9- passaren a dur-lo de 350 cc.
Durant les dècades de 1960 i 1970, la Matador fou un dels models més carismàtics de Bultaco i una de les motocicletes d'enduro més ben valorades pels experts, essent els seus punts forts un motor fiable i potent i un xassís robust i estable. La Matador s'adreçava tant a simples afeccionats a la motocicleta de muntanya com a pilots d'alt nivell que volien participar-hi en competicions amb garanties. Per a aquests darrers, Bultaco comercialitzava kits especials de potenciació i, d'ençà de 1971, una versió específica del model identificada amb el distintiu SD (de "Six Days"), gairebé idèntica als prototipus provats en competició pels pilots oficials de la marca.
En el vessant esportiu, malgrat que mai ningú no guanyà amb aquesta motocicleta cap de les dues principals competicions d'enduro d'aleshores (el Campionat d'Europa i els International Six Days Trial o ISDT, actualment anomenats ISDE), sí que s'hi aconseguiren nombrosos campionats estatals i medalles d'or als ISDT. Pilots com ara José Sánchez, Oriol Puig Bultó, Casimir Verdaguer i Narcís Casas en foren els usuaris més famosos, arribant a aconseguir-hi diversos campionats d'Espanya.

## Història

### Antecedents: La Sherpa de 1962
L'interès de Bultaco per l'aleshores anomenat Tot Terreny es desfermà el 1962 arran de l'èxit obtingut per Oriol Puig Bultó i José Sánchez als Sis Dies Internacionals de Garmisch-Partenkirchen. Malgrat participar-hi pel seu compte, amb sengles Sherpa S 175 gairebé de sèrie i sense cap mena d'assistència, tots dos hi guanyaren la medalla d'or (esdevenint així els dos primers catalans a aconseguir-ho).
D'ençà d'aquell èxit, Oriol Puig Bultó, nebot de l'amo de Bultaco Francesc Xavier Bultó i amb un càrrec de responsabilitat a l'empresa, sovintejà les seves participacions en els ISDT aconseguint-hi un total de nou medalles (de les quals, cinc d'or) en un total de deu participacions, nou d'elles consecutives entre 1962 i 1970. Oriol Puig fou, de fet, el principal instigador de la participació de la marca als Sis Dies i del desenvolupament de les futures Matador.

### Les primeres Matador
Partint de la base de la Sherpa S de 1962, l'empresa creà un nou prototipus -al qual anomenà Matador- amb el motor augmentat de cilindrada fins als 200 cc i l'anà evolucionant tot fent-lo participar en nombroses competicions, ISDT inclosos (un dels seus principals provadors era el tècnic i pilot de fàbrica Joan Soler Bultó, cosí d'Oriol Puig). D'aquella primera Matador se'n fabricà una curta sèrie que es vengué gairebé en exclusiva als EUA fins que, en vistes dels brillants resultats obtinguts a les curses pel prototipus (cada cop més competitiu), els distribuïdors de Bultaco en aquell país demanaren d'introduir-hi algunes modificacions i d'augmentar-ne la cilindrada fins als 250 cc. Un cop fet això, el nou model passà a fabricar-se en sèrie el 1965 amb el nom comercial de Matador MK2 USA, esdevenint un gran èxit de vendes, especialment als EUA.
Producte de l'evolució constant de la Matador (la qual assolí importants èxits en competició), el 1967 n'aparegué la nova versió MK3, una actualització del model anterior que es caracteritzava pel seu concepte senzill i absència de complicacions tècniques. Entre altres millores, incorporava una admissió i un tub d'escapament elevats i un nou manillar semblant als de trial, però més alt; tot això, unit a la considerable alçada sobre el terra del xassís, en millorava la conducció per trams delicats. A més, en disposar de cinquena velocitat, la MK3 permetia de combinar la seva facilitat d'ascensió per forts desnivells amb una alta velocitat per camins ràpids (les tres primeres velocitats eren curtes i les dues restants, més llargues, pensades per a la carretera).
Poc després, Bultaco llançà un kit, anomenat ISDT, destinat als afeccionats que volien competir amb la Matador amb plenes garanties. Aquell kit consistia en una culata que augmentava la relació de compressió i millorava així l'acceleració i la velocitat de la moto (amb l'inconvenient, però, que el motor esdevenia més sorollós i menys suau a poques revolucions).

### Les versions SD (Six Days)
Amb motiu de la celebració dels Sis Dies de 1970 a El Escorial (Espanya), Bultaco presentà aquell any la MK4, una versió amb importants canvis i millores que afectaven el motor (totalment renovat i amb una nova caixa de canvis més robusta), l'equip de frens i el selló, més gros i còmode. La MK4 tornà a fer un gran paper als ISDT, aconseguint-hi diverses medalles. L'any següent, 1971, es presentà la versió SD (de "Six Days"), una rèplica de les motocicletes utilitzades pels oficials de la marca en competició destinada als afeccionats més puristes; les principals modificacions eren el dipòsit de combustible, amb el tap al costat esquerre per donar cabuda a una pràctica bossa d'eines (dotada d'una butxaca transparent a sobre que permetia de col·locar-hi el mapa de ruta), el tub d'escapament més llarg i voluminós i el xassís modificat al darrere per a poder-hi encabir el tub d'escapament i el silenciador. El motor de la SD, a més, guanyava en potència i ara lliurava 28 CV a 7.000 rpm -pels 23 CV a 6.200 rpm de la MK4 original-, quedant molt a prop en prestacions dels prototipus oficials de competició, que en lliuraven 30 a 8.000 rpm (val a dir que aquests darrers eren capaços d'obtenir millors acceleracions i eren uns 18 km/h més ràpids). La Matador MK4 SD fou considerada en el seu moment una de les millors motocicletes de Tot Terreny del mercat i es mantingué inalterada durant anys.
El relleu de la MK4 fou la MK5 SD de 1973, una versió derivada directament dels prototipus oficials que havien participat el 1972 als Sis Dies de Txecoslovàquia i que incloïa canvis importants, especialment la substitució del conjunt de motor i caixa de canvis pel de la Pursang de motocròs, per bé que suavitzat i amb modificacions a la relació de compressió i el carburador. També el xassís variava, amb canvis a les platines de la direcció que n'escurçaven la longitud i en milloraven la facilitat de gir. Els parafangs es canviaren per uns de plàstic irrompible, el dipòsit es va estrènyer i els nous frens eren cònics, de millor rendiment.
La MK5 SD fou la darrera Matador a ser emprada en competició, juntament amb un prototipus experimental que no arribà a la sèrie: l'anomenaren Biflecha i era molt semblant a la MK5 SD, però amb diversos canvis com ara el seu dipòsit de combustible partit en dues meitats, amb els seus respectius taps independents, per tal d'aconseguir una major autonomia a l'hora que es reduïa l'espai exterior (el color, a més, s'apartava del tradicional vermell i esdevenia groc). Amb la Biflecha, Narcís Casas guanyà el campionat d'Espanya de Tot Terreny de 1973 i fou segon al de 1974 (darrere l'OSSA de Ton Marsinyach), passant d'ençà de 1975 a pilotar el nou model d'enduro de la marca, la Frontera, una motocicleta que representà un canvi radical envers l'antiga Matador.
Cal dir que, tot i el llançament de la Frontera el 1975, Bultaco seguí produint la Matador encara fins al 1979, per bé que reconvertida en una mena d'híbrid entre la carretera i el trail. Aquelles noves Matador, amb motor de 350 cc, varen ser les versions MK9 i MK10.

### Campionats d'Espanya guanyats
Els Campionats d'Espanya de Tot Terreny guanyats amb una Bultaco Matador varen ser aquests:
| Any  | Campió            |
| ---- | ----------------- |
| 1966 | Oriol Puig Bultó  |
| 1967 | José Sánchez      |
| 1968 | Casimir Verdaguer |
| 1969 | Casimir Verdaguer |
| 1971 | Narcís Casas      |
| 1972 | Narcís Casas      |
| 1973 | Narcís Casas      |

1. ↑  El campionat de 1970 fou declarat desert en haver-hi hagut menys de 25 inscrits.

## La Matador 400 d'AJR
Cap a final de la dècada de 1990, els fundadors d'AJR Armand Molí i Javier Pérez decidiren de fer una rèplica de la Bultaco Matador que fos capaç de ressuscitar la històrica marca catalana. De cara al motor, arribaren a un acord amb el fabricant italià VOR, el qual disposava d'un motor de quatre temps de 400 cc per a motocròs que arribava als 70 CV. Amb una versió d'aquest motor retocada per ells, els d'AJR construïren un prototipus de Matador 400. Era una moto tipus trail de 113 kg, ràpida i equipada amb components de bon nivell -com ara la forquilla Marzocchi- i aspectes originals, com ara un espai per al casc sota el selló. El prototipus recuperava el nom i els colors de les primeres Bultaco Matador (MK1, MK2 i MK3) però la filosofia trail de les MK9 i MK10.
La idea d'AJR era de fabricar les Matador 400 en sèrie i distribuir-les a través de Derbi, empresa amb qui havien arribat a un acord i que aleshores era propietària dels drets de la marca Bultaco. El prototipus inicial arribà a ser exposat al Saló de l'Automòbil de Barcelona, però finalment el projecte no reeixí, a causa sobretot de la crisi que travessava Derbi en aquells moments. El 2001, amb l'absorció de Derbi per Piaggio, el projecte de la Bultaco-AJR-VOR Matador fou arxivat per a sempre més.

## Versions

### Llista de versions produïdes
| Versió       | Cilindrada | Id. Model | Núm. Sèrie                      | Període en producció | Període en producció | Pintura dipòsit                    |
| Versió       | Cilindrada | Id. Model | Núm. Sèrie                      | De                   | A                    | Pintura dipòsit                    |
| ------------ | ---------- | --------- | ------------------------------- | -------------------- | -------------------- | ---------------------------------- |
| 200          | 200        | 4-1       | 400.448-400.620 400.641-401.200 | 1963                 | 1964                 | Negre amb franja vermella anterior |
| MK2          | 250        | 16        | 16.000.001                      | 1965                 | 1967                 | Negre amb marges vermells          |
|              |            |           |                                 |                      |                      |                                    |
| MK3          | 250        | 26        | 26.000.001                      | 1967                 | 1970                 | Negre amb doble franja vermella    |
| MK3 Kit ISDT | 250        | 26        | 26.000.001                      | ?                    | 1970                 | Negre amb doble franja vermella    |
|              |            |           |                                 |                      |                      |                                    |
| MK4          | 250        | 75        | 75.000.001                      | 1971                 | 1972                 | Vermell amb franja argentada       |
| MK4 SD       | 250        | 82        | 82.000.001                      | 1971                 | 1973                 | Vermell amb franja argentada       |
|              |            |           |                                 |                      |                      |                                    |
| MK5 SD       | 250        | 107       | 107.000.001                     | 1973                 | 1975                 | Vermell amb orla blanca            |
| Biflecha     | 250        | 96        |                                 | Prototipus de sèrie  | Prototipus de sèrie  | Groc amb ratlla verda              |
|              |            |           |                                 |                      |                      |                                    |
| MK9          | 350        | 140       | 140.000.001                     | 1975                 | 1978                 | Blau cel amb franja argentada      |
| MK9          | 350        | 201       | 201.000.001                     | 1976                 | 1977                 | Blau cel amb franja argentada      |
|              |            |           |                                 |                      |                      |                                    |
| MK10         | 350        | 210       | 210.000.001                     | 1977                 | 1979                 | Blau marí amb franja argentada     |
| MK10 Army    | 350        | 210ET     |                                 |                      |                      | Caqui                              |

### 200
De la primera versió de la Matador, anomenada 200 i coneguda també com a MK1, se'n fabricaren 731 unitats que es vengueren exclusivament als EUA. Per bé que es documenta sovint com una evolució de la Sherpa S, segons alguna altra font derivava de la Sherpa N, amb diversos canvis com ara una forquilla més prima (semblant a la del model Campera Agricultura) i un tub d'escapament com el de la Sherpa T Sammy Miller, tot i que amb el silenciador més gros i la corba d'escapament molt més pronunciada.
Fitxa tècnica
| Bultaco Matador 200                                                                  | Bultaco Matador 200                |
| ------------------------------------------------------------------------------------ | ---------------------------------- |
|                                                                                      | 200                                |
| Id. Model                                                                            | 4-1                                |
| Núm. Sèrie                                                                           | 400.448-400.620 400.641-401.200    |
| Anys                                                                                 | 1963 - 1964                        |
| CC                                                                                   | 196,04                             |
| Diàmetre x Carrera                                                                   | 64,5 x 60 mm                       |
| Compressió                                                                           | 10:1                               |
| CV                                                                                   | 16,5 a 6.500 rpm                   |
| Carburador                                                                           | 25 mm                              |
| Canvi                                                                                | 4 velocitats                       |
| Pneumàtic davant                                                                     | 3,00 x 21                          |
| Pneumàtic darrera                                                                    | 4,00 x 18                          |
| Pes en sec                                                                           | 93 kg                              |
| Capacitat dipòsit                                                                    | 9,5 litres                         |
| Dipòsit                                                                              | Negre amb franja vermella anterior |
| \| • Altres \| \| ---------------------------- \| \| - Velocitat màxima: 113 km/h \| |                                    |
| • Altres                                                                             |                                    |
| - Velocitat màxima: 113 km/h                                                         |                                    |

### MK2
Fitxa tècnica
| Bultaco Matador MK2                                                                                                | Bultaco Matador MK2              | Bultaco Matador MK2 |
| --- | -------------------------------- | ------------------- |
| | 250                              |                     |
| Id. Model | 16                               |                     |
| Núm. Sèrie | 16.000.001                       |                     |
| Anys | 1965 - 1967                      |                     |
| CC | 244,290                          |                     |
| Diàmetre x Carrera                                                                                                 | 72 x 60 mm                       |                     |
| Compressió | 8:1                              |                     |
| CV | 17,8 a 5.300 rpm                 |                     |
| Carburador | 24 mm                            |                     |
| Canvi | 4 velocitats                     |                     |
| Suspensió davant                                                                                                   | Forquilla hidràulica telescòpica |                     |
| Suspensió darrera                                                                                                  | Amortidors hidràulics graduables |                     |
| Pneumàtic davant                                                                                                   | 3,00 x 19                        |                     |
| Pneumàtic darrera                                                                                                  | 4,00 x 18                        |                     |
| Frens davant | Tambor 160 x 40 mm               |                     |
| Frens darrera | Tambor 140 x 45 mm               |                     |
| Pes en sec | 103 kg                           |                     |
| Capacitat dipòsit                                                                                                  | 9,35 litres                      |                     |
| Dipòsit | Negre amb marges vermells        |                     |
| \| • Altres \| \| ------------------------------------------- \| \| - Encesa: Magneto alternador a volant FEMSA \| |                                  |                     |
| • Altres |                                  |                     |
| - Encesa: Magneto alternador a volant FEMSA                                                                        |                                  |                     |

### MK3

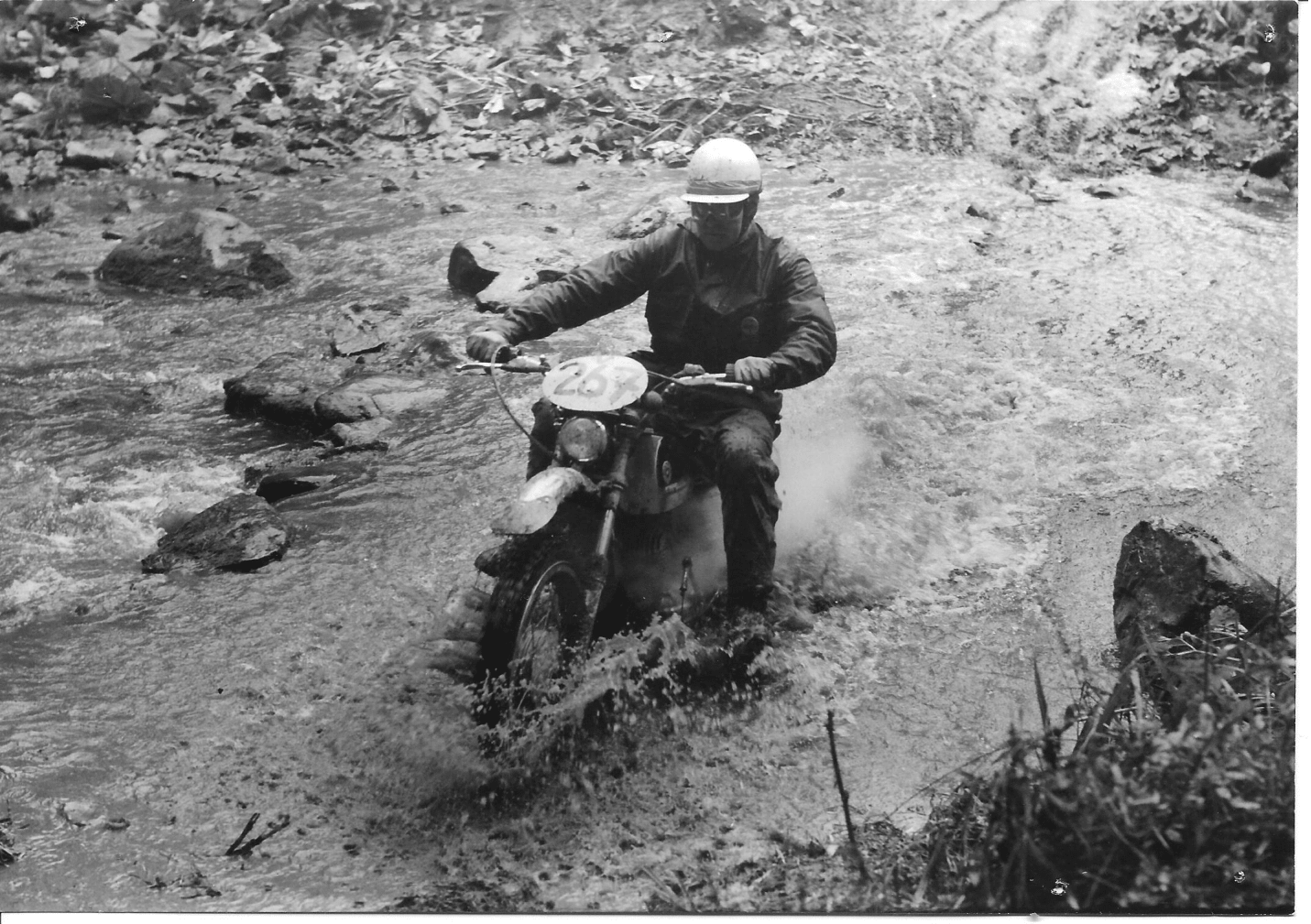
Oriol Puig Bultó amb la Matador MK3 als ISDT de 1969, a Garmisch-Partenkirchen

La MK3, en disposar ja de cinquena velocitat, superava l'inconvenient de les anteriors versions de la Matador, dotades d'una caixa de canvis amb només quatre marxes que en limitaven força la velocitat punta. Cal dir que, en les competicions de Tot Terreny de l'època -amb un quilometratge diari d'entre 300 i 400 km-, s'imposava una primera velocitat molt curta per als camins de ferradura, junt amb una mitjana alta per a poder recuperar temps a les seccions ràpides (a més, als ISDT, la prova especial del sisè dia consistia en una cursa de velocitat d'una hora de durada sobre pista asfaltada), amb la qual cosa la cinquena marxa esdevenia determinant.
A banda de la cinquena velocitat (combinada amb les tres primeres, més curtes), la MK3 incorporava innovacions molt útils per a l'enduro:
- Presa d'aire d'admissió canalitzada sota el selló i al darrere.
- Protector de cadena secundària estanc i desmuntable en part a la zona del plat (solució abandonada amb la MK4)
- Protector de carter de sèrie.
- Parafang anterior aixecat per mitjà de dues brides sobre els tubs de la forquilla.
- Dos semi-manillars subjectats sobre els tubs de la forquilla, amb sengles abraçadores.[19]
- Fre de direcció al manillar.
- Forquilla anterior d'eixos compensada (Betor d'origen).
- Plaques porta-número laterals de cautxú groc i placa frontal basculant (a fi de protegir el far de pedres projectades), a les versions de competició.

Finalment, a la versió comercial s'oferia un tub d'escapament tipus trial, amb silenciador extraïble, mentre que la versió de competició evolucionà aviat amb un escapament amb silenciador integrat, més llarg que en la versió anterior, que li permetia de guanyar en parell motor.
La versió MK3 es comercialitzà des de 1967 fins a l'estiu de 1970 (als ISDT d'El Escorial, inaugurats el 5 d'octubre d'aquell any, Bultaco ja hi alineà 25 unitats pre-sèrie de la futura Matador MK4, la nova versió que llançà tot seguit). En tres anys, doncs, Bultaco produí 688 unitats de la Matador MK3, principalment per al mercat nord-americà, aleshores capdavanter en demanda de motocicletes fora d'asfalt.
El Kit ISDT
Cap a final de la dècada de 1960, Bultaco comercialitzava una sèrie de "kits" d'adaptació dels seus models a la competició. Per a la Matador, llançà el kit "ISDT" o "Six Days" (SD), consistent a una culata d'alta compressió (10:1 en comptes de 9:1) i un tub d'escapament diferent que aconseguien 30 CV a 8.000 rpm i un increment real de 18 km/h de velocitat màxima, perdent però parell motor. El catàleg de la Mk3 de l'època n'explicava els beneficis clarament: «El kit augmenta la velocitat màxima de 18 km/h, i l'acceleració a partir de les 4.500 rpm és realment brillant».
Fitxa tècnica
| Bultaco Matador MK3 | Bultaco Matador MK3                       | Bultaco Matador MK3                       | Bultaco Matador MK3 |
| --- | ----------------------------------------- | ----------------------------------------- | ------------------- |
| | 250                                       | Kit ISDT                                  |                     |
| Id. Model | 26                                        | 26                                        |                     |
| Núm. Sèrie | 26.000.001                                | 26.000.001                                |                     |
| Anys | 1967 - 1970                               | ? - 1970                                  |                     |
| CC | 244,29                                    | 244,29                                    |                     |
| Diàmetre x Carrera | 72 x 60 mm                                | 72 x 60 mm                                |                     |
| Compressió | 9:1                                       | 10:1                                      |                     |
| CV | 22 Hp a 5.500 rpm                         | 30 Hp a 8.000 rpm                         |                     |
| Carburador | IRZ 24-EC                                 | Amal 932                                  |                     |
| Canvi | 5 velocitats                              | 5 velocitats                              |                     |
| Suspensió davant | Forquilla hidràulica telescòpica (163 mm) | Forquilla hidràulica telescòpica (165 mm) |                     |
| Suspensió darrera | Amortidors hidràulics graduables (100 mm) | Amortidors hidràulics graduables (100 mm) |                     |
| Pneumàtic davant | 3,00 x 21                                 | 3,00 x 21                                 |                     |
| Pneumàtic darrera | 4,00 x 18                                 | 4,00 x 18                                 |                     |
| Frens davant | Tambor 160 x 35 mm                        | Tambor 140 x 35 mm                        |                     |
| Frens darrera | Tambor 160 x 35 mm                        | Tambor 140 x 35 mm                        |                     |
| Pes en sec | 112 kg                                    | 112 kg                                    |                     |
| Capacitat dipòsit | 12 litres                                 | 13 litres                                 |                     |
| Dipòsit | Negre amb doble franja vermella           | Negre amb doble franja vermella           |                     |
| \| • Altres \| \| --------------------------------------------------------------------------------------------------------------------------------------------------------------------------------------------------------- \| \| - Encesa: Magneto alternador a volant FEMSA - Longitud total: 2.020 mm - Distància entre eixos: 1.360 mm - Alçada mínima sobre el terra: 230 mm - Alçada reposapeus: 315 mm - Alçada presa d'aire: 700 mm \| |                                           |                                           |                     |
| • Altres |                                           |                                           |                     |
| - Encesa: Magneto alternador a volant FEMSA - Longitud total: 2.020 mm - Distància entre eixos: 1.360 mm - Alçada mínima sobre el terra: 230 mm - Alçada reposapeus: 315 mm - Alçada presa d'aire: 700 mm |                                           |                                           |                     |

Notes
1. ↑  23 CV a 5.500 rpm segons altres fonts.[7]
2. ↑  Després de les primeres unitats, la MK3 adoptà un nou carburador Amal 932 i un cilindre modificat.[7]
3. ↑  170 mm segons altres fonts.[7]
4. ↑  Les molles dels amortidors Betor eren regulables, amb 5 posicions d'ajustament, per bé que el sistema era només hidràulic, sense gas.[7]
5. ↑  Disponible també en 19".[7]

#### La MK3 en competició
La Matador Mk3 fou el primer model de sèrie pilotat pels oficials de Bultaco als ISDT (fins aleshores, hi corrien amb prototipus derivats de la Sherpa S); el seu debut oficial fou el setembre de 1967, als Sis Dies de Zakopane (Polònia), on va aconseguir quatre medalles d'or. El 1968, als Sis Dies de San Pellegrino Terme la collita de medalles continuà amb les MK3 equipades amb el kit ISDT, identificable per l'escapament sense silenciador.
El 1969, als Sis Dies de Garmisch-Partenkirchen (RFA), l'equip estatal per al Vas d'argent el componien íntegrament pilots de Bultaco: Jesús Frias Gomez, Jorge Capapey, Oriol Puig Bultó i Casimir Verdaguer (els dos darrers amb motor de 252 cc per tal de poder competir a la categoria de 350cc). A més, tres dels quatre pilots de l'equip canadenc al Vas d'argent hi competien en sengles Matador 250 i l'importador de Bultaco als EUA presentà un equip de tres pilots a l'apartat de Manufacturer Team. Sumant-hi tres espanyols més que hi anaven a títol individual, un total de 13 Matador MK3 participaren en aquells ISDT, amb el resultat final de dues noves medalles d'or per a Bultaco.
Pel que fa a França, la primera evidència de la presència d'una MK3 en competició es remunta a una prova de regularitat a Cognac, el 1970. El millor classificat de les tres Bultaco presents fou el pilot de trial Formicari, cinquè.

### MK4
Fitxa tècnica
| Bultaco Matador MK4 | Bultaco Matador MK4                            | Bultaco Matador MK4                            | Bultaco Matador MK4 |
| --- | ---------------------------------------------- | ---------------------------------------------- | ------------------- |
| | 250                                            | SD                                             |                     |
| Id. Model | 75                                             | 82                                             |                     |
| Núm. Sèrie | 75.000.001                                     | 82.000.001                                     |                     |
| Anys | 1971 - 1972                                    | 1971 - 1973                                    |                     |
| CC | 244,29                                         | 244,29                                         |                     |
| Diàmetre x Carrera | 72 x 60 mm                                     | 72 x 60 mm                                     |                     |
| Compressió | 10:1                                           | 10:1                                           |                     |
| CV | 23,5 a 7.000 rpm                               | 28 a 7.000 rpm                                 |                     |
| Carburador | Amal 932                                       | Amal 932                                       |                     |
| Canvi | 5 velocitats                                   | 5 velocitats                                   |                     |
| Suspensió davant | Forquilla hidràulica telescòpica               | Forquilla hidràulica telescòpica (165 mm)      |                     |
| Suspensió darrera | Amortidors hidràulics graduables (5 posicions) | Amortidors hidràulics graduables (5 posicions) |                     |
| Pneumàtic davant | 3,00 x 21                                      | 3,00 x 21                                      |                     |
| Pneumàtic darrera | 4,00 x 18                                      | 4,00 x 18                                      |                     |
| Frens davant | Tambor 140 x 35 mm                             | Tambor 140 x 35 mm                             |                     |
| Frens darrera | Tambor 160 x 35 mm                             | Tambor 160 x 35 mm                             |                     |
| Pes en sec | 119 kg                                         | 120 kg                                         |                     |
| Capacitat dipòsit | 10,5 litres                                    | 10,5 litres                                    |                     |
| Dipòsit | Vermell amb franja argentada                   | Vermell amb franja argentada                   |                     |
| \| • Altres \| \| ---------------------------------------------------------------------------------------------------------------------------------------------------------------------------------------------------------------------------------- \| \| - Encesa: Sistema electrònic FEMSA - Longitud total: 2.020 mm - Distància entre eixos: 1.360 mm - Alçada mínima sobre el terra: 230 mm - Alçada reposapeus: 315 mm - Alçada selló: 780 mm - Manillar (alt x ample): 1.040 x 810 mm \| |                                                |                                                |                     |
| • Altres |                                                |                                                |                     |
| - Encesa: Sistema electrònic FEMSA - Longitud total: 2.020 mm - Distància entre eixos: 1.360 mm - Alçada mínima sobre el terra: 230 mm - Alçada reposapeus: 315 mm - Alçada selló: 780 mm - Manillar (alt x ample): 1.040 x 810 mm |                                                |                                                |                     |

### MK5 SD
Derivada directament dels prototipus que havien participat en els Sis Dies de Špindleruv Mlýn (Txecoslovàquia) el 1972, la MK5 fou una de les principals atraccions del Saló de l'Automòbil de Barcelona de 1973. Tot i que la revista Motociclismo la descrivia com «una variació sobre un mateix tema, però molt superior a l'original», era de fet una moto amb característiques més properes al motocròs, ja que el Tot Terreny estava esdevenint quelcom molt més ràpid on calien motocicletes amb molt de nervi i potència. La MK5 SD tenia, doncs, un motor elàstic però molt ràpid, suspensions de gran recorregut i un gran manillar.
Aquesta fou la darrera evolució de la Matador entesa com a motocicleta esportiva de Tot Terreny. D'ençà de la següent versió (MK9), aquest model esdevingué molt més tranquil i s'especialitzà en trail i carretera, ja que la nova moto d'enduro d'alt nivell de Bultaco passà a ser la Frontera, llançada el 1975.
Fitxa tècnica
| Bultaco Matador MK5 SD | Bultaco Matador MK5 SD                    | Bultaco Matador MK5 SD |
| --- | ----------------------------------------- | ---------------------- |
| | 250                                       |                        |
| Id. Model | 107                                       |                        |
| Núm. Sèrie | 107.000.001                               |                        |
| Anys | 1973 - 1975                               |                        |
| CC | 244,29                                    |                        |
| Diàmetre x Carrera | 72 x 60 mm                                |                        |
| Compressió | 10:1                                      |                        |
| CV | 29,5 a 7.000 rpm                          |                        |
| Carburador | Amal 932                                  |                        |
| Canvi | 5 velocitats                              |                        |
| Suspensió davant | Forquilla hidràulica telescòpica (165 mm) |                        |
| Suspensió darrera | Amortidors hidràulics                     |                        |
| Pneumàtic davant | 3,00 x 21                                 |                        |
| Pneumàtic darrera | 4,00 x 18                                 |                        |
| Frens davant | Tambor 140 x 35 mm                        |                        |
| Frens darrera | Tambor 140 x 30 mm                        |                        |
| Pes en sec | 112 kg                                    |                        |
| Capacitat dipòsit | 10,5 litres                               |                        |
| Dipòsit | Vermell amb orla blanca                   |                        |
| \| • Altres \| \| ------------------------------------------------------------------------------------------------------------------------------------------------------------------------------------------------------------------------------------- \| \| - Encesa: Magneto alternador a volant - Longitud total: 2.020 mm - Distància entre eixos: 1.360 mm - Alçada mínima sobre el terra: 230 mm - Alçada reposapeus: 315 mm - Alçada selló: 780 mm - Manillar (alt x ample): 1.040 x 810 mm \| |                                           |                        |
| • Altres |                                           |                        |
| - Encesa: Magneto alternador a volant - Longitud total: 2.020 mm - Distància entre eixos: 1.360 mm - Alçada mínima sobre el terra: 230 mm - Alçada reposapeus: 315 mm - Alçada selló: 780 mm - Manillar (alt x ample): 1.040 x 810 mm |                                           |                        |

### Biflecha
Atès que l'experiència en competició demostrava que les Matador eren un pèl massa pesades, Bultaco decidí de desenvolupar una moto més àgil i lleugera. El prototipus inicial, identificat amb el número de model 96 i anomenat "Biflecha" (o Matador Biflecha), es diferenciava a primer cop d'ull de la MK5 SD pel seu nou conjunt de dipòsit i selló en una sola peça, a l'estil de la Bultaco Sherpa T de l'època, pintat de groc integral (amb una ratlla verda al llarg del dipòsit). Entre les nombroses innovacions de la Biflecha, la principal n'era justament el dipòsit -dissenyat per Lluís Carreres- dividit en dues meitats independents, cadascuna amb el seu tap corresponent. Amb això, s'aconseguia que en cas de caiguda el dipòsit no es trenqués completament (de manera que amb la meitat estàlvia es pogués acabar l'etapa), a la vegada que es guanyava en capacitat (uns 0,8 litres aproximadament). Durant l'etapa de desenvolupament se'n varen arribar a fabricar 8 unitats.
La Biflecha debutà en competició a l'Enduro del Segre de 1973 i, aquell mateix any, Narcís Casas hi aconseguí el Campionat d'Espanya de Tot Terreny. Tot seguit, als ISDT de Dalton (Massachusetts) l'equip oficial de Bultaco, capitanejat i dirigit per Estanis Soler, hi participà amb 4 unitats d'aquest prototipus. A la llarga, però, el prototipus demostrà ser massa fràgil (el seu punt feble era el bastidor, que es trencava sovint), de manera que el projecte de la Biflecha es va desestimar i es varen centrar els esforços en un nou prototipus que acabà fructificant en la Frontera de 1975.
1. ↑  25 segons una altra font.[11]

### MK9
La MK9 es fabricà en dues versions gairebé simultànies, l'única diferència entre les quals era el parafang anterior, aixecat en la primera i enganxat a la roda en la segona.
Fitxa tècnica
| Bultaco Matador MK9 | Bultaco Matador MK9                        | Bultaco Matador MK9                        | Bultaco Matador MK9 |
| --- | ------------------------------------------ | ------------------------------------------ | ------------------- |
| | 350                                        | 350                                        |                     |
| Id. Model | 140                                        | 201                                        |                     |
| Núm. Sèrie | 140.000.001                                | 201.000.001                                |                     |
| Anys | 1975 - 1978                                | 1976 - 1977                                |                     |
| CC | 347,95                                     | 347,95                                     |                     |
| Diàmetre x Carrera | 83,2 x 64 mm                               | 83,2 x 64 mm                               |                     |
| Compressió | 8,5:1                                      | 8,5:1                                      |                     |
| CV | 21,6 a 6.500 rpm                           | 21,6 a 6.500 rpm                           |                     |
| Carburador | Bing 28                                    | Bing 28                                    |                     |
| Canvi | 5 velocitats                               | 5 velocitats                               |                     |
| Suspensió davant | Forquilla hidràulica telescòpica de 165 mm | Forquilla hidràulica telescòpica de 165 mm |                     |
| Suspensió darrera | Amortidors hidràulics                      | Amortidors hidràulics                      |                     |
| Pneumàtic davant | 2,75 x 21                                  | 2,75 x 21                                  |                     |
| Pneumàtic darrera | 4,00 x 18                                  | 4,00 x 18                                  |                     |
| Frens davant | Tambor 140 x 30 mm                         | Tambor 140 x 30 mm                         |                     |
| Frens darrera | Tambor 140 x 30 mm                         | Tambor 140 x 30 mm                         |                     |
| Pes en sec | 116 kg                                     | 116 kg                                     |                     |
| Capacitat dipòsit | 11,5 litres                                | 11,5 litres                                |                     |
| Dipòsit | Blau cel amb franja argentada              | Blau cel amb franja argentada              |                     |
| \| • Altres \| \| ------------------------------------------------------------------------------------------------------------------------------------------------------------------------------------------------------------------------------------- \| \| - Encesa: Magneto alternador a volant - Longitud total: 2.050 mm - Distància entre eixos: 1.360 mm - Alçada mínima sobre el terra: 255 mm - Alçada reposapeus: 308 mm - Alçada selló: 829 mm - Manillar (alt x ample): 1.055 x 880 mm \| |                                            |                                            |                     |
| • Altres |                                            |                                            |                     |
| - Encesa: Magneto alternador a volant - Longitud total: 2.050 mm - Distància entre eixos: 1.360 mm - Alçada mínima sobre el terra: 255 mm - Alçada reposapeus: 308 mm - Alçada selló: 829 mm - Manillar (alt x ample): 1.055 x 880 mm |                                            |                                            |                     |

### MK10
La MK10 era molt semblant a la MK9, només que pintada d'un color blau més fosc. Se'n va fabricar també una versió per a l'exèrcit de terra espanyol, en color caqui i equipada amb els accessoris adients.
Fitxa tècnica
| Bultaco Matador MK10 | Bultaco Matador MK10             | Bultaco Matador MK10 |
| --- | -------------------------------- | -------------------- |
| | 350                              |                      |
| Id. Model | 210                              |                      |
| Núm. Sèrie | 210.000.001                      |                      |
| Anys | 1977 - 1979                      |                      |
| CC | 347,95                           |                      |
| Diàmetre x Carrera | 83,2 x 64 mm                     |                      |
| Compressió | 8,5:1                            |                      |
| CV | 21,6 a 6.500 rpm                 |                      |
| Carburador | Bing 28                          |                      |
| Canvi | 5 velocitats                     |                      |
| Suspensió davant | Forquilla hidràulica telescòpica |                      |
| Suspensió darrera | Amortidors hidràulics            |                      |
| Pneumàtic davant | 2,75 x 21                        |                      |
| Pneumàtic darrera | 4,00 x 18                        |                      |
| Frens davant | Tambor 140 x 30 mm               |                      |
| Frens darrera | Tambor 140 x 30 mm               |                      |
| Pes en sec | 116 kg                           |                      |
| Capacitat dipòsit | 11,5 litres                      |                      |
| Dipòsit | Blau marí amb franja argentada   |                      |
| \| • Altres \| \| ------------------------------------------------------------------------------------------------------------------------------------------------------------------------------------------------------------------------------------- \| \| - Encesa: Magneto alternador a volant - Longitud total: 2.050 mm - Distància entre eixos: 1.360 mm - Alçada mínima sobre el terra: 255 mm - Alçada reposapeus: 308 mm - Alçada selló: 829 mm - Manillar (alt x ample): 1.055 x 880 mm \| |                                  |                      |
| • Altres |                                  |                      |
| - Encesa: Magneto alternador a volant - Longitud total: 2.050 mm - Distància entre eixos: 1.360 mm - Alçada mínima sobre el terra: 255 mm - Alçada reposapeus: 308 mm - Alçada selló: 829 mm - Manillar (alt x ample): 1.055 x 880 mm |                                  |                      |